# برناردو سيريزو
برناردو سيريزو (بالإسبانية: Bernardo Cerezo Rojas)‏ هو مدرب كرة قدم ولاعب كرة قدم تشيلي، ولد في 21 يناير 1996 في تالتال في تشيلي. شارك مع منتخب تشيلي تحت 20 سنة لكرة القدم. أما مع النوادي، فقد لعب مع نادي أونيفرسيداد دي تشيلي.

## وصلات خارجية
- برناردو سيريزو على موقع قاعدة بيانات كرة القدم.إي يو (الإنجليزية)
- برناردو سيريزو على موقع Soccerway.com (الإنجليزية)
- برناردو سيريزو على موقع AS.com (الإسبانية)